# 尼克·戈珀
尼古拉斯·查爾斯·戈珀（英語：Nicholas Charles Goepper，1994年3月14日—），美國自由式滑雪運動員，他代表美國隊參加了中國舉行的2022年冬季奧林匹克運動會，並且在男子坡面障礙技巧比賽上獲得銀牌。